# Chrysozephyrus pseudotaiwanus
Chrysozephyrus pseudotaiwanus är en fjärilsart som beskrevs av Francis Gard Howarth 1957. Chrysozephyrus pseudotaiwanus ingår i släktet Chrysozephyrus och familjen juvelvingar. Inga underarter finns listade i Catalogue of Life.